# Santiago Roncagliolo

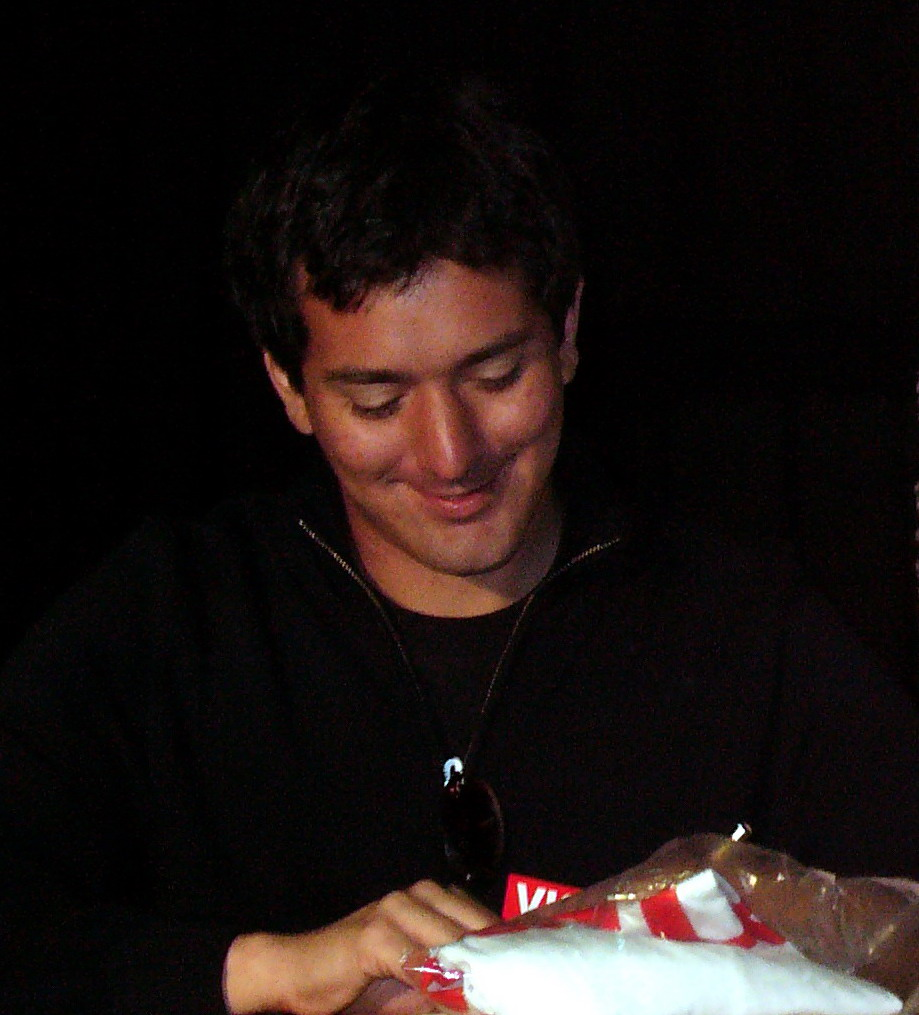
Santiago Roncagliolo

Santiago Roncagliolo (* 1975 in Lima) ist ein peruanischer Schriftsteller, Journalist und Übersetzer. Er veröffentlichte Erzählungen und Romane für Erwachsene und Kinder sowie Theaterstücke und Drehbücher, von denen etliche in verschiedene Sprachen übersetzt wurden.
In Lima geboren, verlebte er seine Kindheit in Mexiko, wohin sein Vater als Anhänger der Sozialistischen Partei ins Exil gegangen war. In den 1980er Jahren kehrte er nach Peru zurück und studierte Sprach- und Literaturwissenschaft an der Universidad Católica del Peru in Lima. Mehrere Jahre arbeitete er für eine Menschenrechtsorganisation. Verschiedene seiner Werke spielen vor dem Hintergrund der Erfahrungen der Jahre des Terrors der maoistischen Guerillaorganisation Sendero Luminoso und des staatlichen Gegenterrors in den 1980er und 1990er Jahren.
Für seinen bisher größten Erfolg, den 2008 auch auf Deutsch erschienenen Thriller Abril rojo (Roter April), der von der Untersuchung eines Massenmordes durch einen Staatsanwalt handelt, erhielt er 2006 den Premio Alfaguara de Novela.

## Werke
- La guerra de Mostark, Santillana, Lima, 2001
- El principe de los caimanes, Ediciones del Bronce, Barcelona, 2002
- Crecer es un oficio triste (Großwerden ist ein trauriges Geschäft) Erzählungen, 2003
- Pudor, Alfaguara, 2004; deutsch: Vorsicht, Claasen 2006.
- Abril rojo, 2006; deutsch: Roter April, Frankfurt am Main 2008
- Matías y los imposibles (Matthias und die Unmöglichen), 2006
- La Cuarta Espada (Das vierte Schwert), Alfaguara 2007
- Jet Lag, 2008